# Michel Collot
Michel Collot (1952) é um poeta e crítico literário francês. Ele é um especialista da poesia francesa moderna e contemporânea e das representações artísticas e literárias da paisagem.

## Biografia
Michel Collot é ex-aluno da École normale supérieure (1971), professor associado de Letras Clássicas (1974), doutor em Estado (1986), professor emérito de literatura francesa na Universidade Sorbonne-Nouvelle Paris 3. Lecionou de 1979 a 1991 na École normale supérieure, onde organizou um seminário e diversas conferências sobre poesia moderna; de 1991 a 1997 em Paris 10 – Nanterre, onde iniciou trabalhos pessoais e coletivos sobre representações de paisagens; e de 1997 a 2013 em Paris 3, onde fundou e dirigiu de 2001 a 2011 o centro de pesquisa Roteiros da Modernidade, associado ao Centre national de la recherche scientifique.
Começou a ler e escrever poesia na década de 1970, quando a poética era dominada na França pelo modelo de fechamento de texto de inspiração estruturalista. Recorreu à fenomenologia para propor uma alternativa teórica centrada na noção de estrutura do horizonte, graças à qual "consegue ligar os três termos da experiência poética: um sujeito, um mundo, uma linguagem. Desse trivium partem os três caminhos de pesquisa que Michel Collot explora: a fenomenologia, a psicanálise e a linguagem poética".
Tanto nos seus ensaios como nos seus poemas, a escrita e a experiência poética aparecem inseparáveis de uma emoção nascida do contato com o mundo e as palavras: "Pega no brilho instantâneo da matéria-emoção, chamando às palavras ou levada até elas pelo caosmos, tornando-se o forma consumada e material do poema", o poeta "experimenta o espaço e o tempo de um modo anterior ao da representação clara e distinta".
Desde 1995, dirige pesquisas interdisciplinares sobre paisagem, cujas múltiplas questões questiona e mostra o lugar essencial no campo social, intelectual e artístico contemporâneo: "a paisagem é, segundo Michel Collot, este campo privilegiado que pode permitir a autores a recuperarem o equilíbrio – por ser uma relação íntima entre a consciência e o mundo, tanto interior como exterior, próximo e distante, limiar entre natureza e cultura, pode até gerar uma consciência ecológica inscrevendo a poesia no coração dos nossos problemas sociais contemporâneos".
Para sintetizar esta pesquisa, desenvolveu o modelo de um "pensamento paisagem", capaz de superar as divisões estabelecidas pela razão moderna entre o sentido e o sensível, o sujeito e o objeto, o espaço e o pensamento, o corpo e o espírito, a natureza e a cultura: "Contra um pensamento reducionista que separa o homem da paisagem, Michel Collot defende uma nova relação entre eles num momento em que esta última está ameaçada de declínio pela feiúra universal e pela expansão urbana. A paisagem não é apenas um cenário onde nos movemos como num teatro, é uma aliança: a do microcosmo e do macrocosmo. A natureza é uma proposição que desperta certas afinidades, nos faz pensar, sentir, ouvir. Contemplar já é filosofar".
Desde 2011, tem-se esforçado por atualizar a geografia literária: dedica-lhe um ensaio, no qual tenta sintetizar as correntes críticas que renovam os seus métodos, e um seminário que a associa à ecopoética para questionar as relações entre literatura, artes e natureza.

## Publicações

### Ensaios
- Horizon de Reverdy , Paris, Presses de l'École normale supérieure, 1981.
- L'Horizon fabuleux (t. I : XIXe ; t. 2 : XXe), Paris, Corti, 1988.
- La Poésie moderne et la structure d'horizon, Paris, PUF, 1989[6].
- Francis Ponge entre mots et choses, Seyssel, Champ Vallon, 1991.
- Gérard de Nerval ou la dévotion à l'imaginaire, Paris, PUF, 1992.
- La Matière-émotion, Paris, PUF, 1997.
- Paysage et poésie. Du romantisme à nos jours, Paris, Corti, 2005[7].
- Le Corps-cosmos, La Lettre volée, 2008.
- La Pensée paysage, Paris, Actes Sud / École nationale supérieure du paysage, 2011[8].
- Pour une géographie littéraire, Paris, Corti, 2014[9].
- Sujet, monde et langage dans la poésie moderne. De Baudelaire à Ponge , Paris, Classiques Garnier, 2018[10].
- Le Chant du monde dans la poésie française contemporaine, Paris, Corti, 2019[11].
- Gérard de Nerval, du réel à l’imaginaire, Paris, Hermann, 2019.
- André du Bouchet. Une écriture en marche, Strasbourg, L'Atelier contemporain, 2021.
- Un nouveau sentiment de la nature, Paris, Corti, coll. « Les Essais », 2022.

### Poesia
- Issu de l'oubli, Le Cormier, 1997.
- Chaosmos, Belin, 1997.
- Immuable mobile, La Lettre volée, 2002.
- De chair et d’air, La Lettre volée, 2008.
- L’Amour en bref, Tarabuste, 2013.
- Le Parti pris des lieux, La Lettre volée, 2018.
- Un Tombeau pour Sylvie, Tarabuste, 2020.

### Edições
- Anthologie de la poésie française tome II, XXe, Bibliothèque de la Pléiade,Gallimard, 2000.
- André du Bouchet, Carnets (1952-1956), Plon, 1990 ; Ici en deux, « Poésie », Gallimard, 2011.
- Jean Laude, La Trame inhabitée de la lumière, Corti, 1989 ; Les Plages de Thulé, La Lettre volée, 2012.
- Francis Ponge, Douze petits écrits, Proêmes, dans Œuvres complètes, tome I, sous la direction de B. Beugnot, Bibliothèque de la Pléiade, Gallimard 1999.
- Jules Supervielle, Oeuvres poétiques complètes, Bibliothèque de la Pléiade, Gallimard, 1996.

### Direção de obras coletivas
- Autour d'André du Bouchet, Presses de l’École normale supérieure, 1986[12].
- Espace et Poésie (M. Collot et J.-C. Mathieu dir.), Presses de l’École normale supérieure, 1987.
- Passages et langages de Henri Michaux (M. Collot et J.-C. Mathieu dir), Corti, 1987.
- Poésie et Altérité (M. Collot et J.-C. Mathieu dir.), Presses de l’École normale supérieure,,1990.
- Reverdy aujourd'hui (M. Collot et J.-C. Mathieu dir.), Presses de l’École normale supérieure,1991.
- Les enjeux du paysage, Ousia, 1997.
- Les horizons de la poésie moderne (M. Collot et R. Cortiana dir.), Université Paris X-Nanterre, ritm, n° 15, 1997.
- Le paysage : état des lieux (M. Collot, F. Chenet et B. Saint Girons dir.), Ousia, 2001.
- Paysage et poésies francophones (M. Collot et A. Rodriguez dir.), PSN, 2005.
- Paysage et modernité(s), (A Bergé et M. Collot dir.), Ousia, 2007.
- René Char en son siècle, (D. Alexandre, M. Collot, J-C. Mathieu, M. Murat et P. Née dir.), Classiques Garnier, 2009.
- Paysages européens et mondialisation, (A. Bergé, M. Collot et J. Mottet dir.), Champ Vallon,2012.
- Présence d’André du Bouchet (M. Collot et J-P. Léger dir.), Hermann, 2012.